# Liechtensteiner-Cup 2011-2012
La Liechtensteiner-Cup 2011-2012 è stata la 67ª edizione della coppa nazionale del Liechtenstein disputata tra il 16 agosto 2011 (con gli incontri del primo turno preliminare) e il 16 maggio 2012 e conclusa con la vittoria finale del USV Eschen/Mauren che ha vinto il trofeo per la quinta volta, battendo in finale i detentori del Vaduz.

## Formula
Alla competizione, che si svolse ad eliminazione diretta con partita unica, parteciparono le sette squadre del principato che potevano iscrivere anche più di un team.

## Primo turno preliminare
Le partite si sono giocate il 16 e il 17 agosto 2011.
| Squadra 1         | Risultato         | Squadra 2        |
| ----------------- | ----------------- | ---------------- |
| Ruggell II        | 1 – 2             | Eschen/Mauren II |
| Eschen/Mauren III | 0 – 1             | Triesen          |
| Vaduz II          | 2 – 2 (6 – 7 dtr) | Triesen II       |
| Triesenberg II    | 4 – 0             | Balzers III      |

## Secondo turno preliminare
Le partite si sono giocate il 14 settembre 2011.
| Squadra 1        | Risultato | Squadra 2      |
| ---------------- | --------- | -------------- |
| Eschen/Mauren II | 3 – 2     | Balzers II     |
| Ruggell          | 1 – 2     | Schaan         |
| Triesen          | 4 – 2     | Schaan Azzurri |
| Triesenberg II   | 0 – 3     | Triesen II     |

## Quarti di finale
Le partite si sono giocate tra il 18 ottobre e il 2 novembre 2011.
| Squadra 1        | Risultato | Squadra 2     |
| ---------------- | --------- | ------------- |
| Triesen II       | 0 – 17    | Vaduz         |
| Triesen          | 0 – 4     | Eschen/Mauren |
| Eschen/Mauren II | 0 – 2     | Triesenberg   |
| Schaan           | 2 – 4     | Balzers       |

## Semifinali
Le partite si sono giocate il 9 e 10 aprile 2012
| Squadra 1     | Risultato | Squadra 2   |
| ------------- | --------- | ----------- |
| Vaduz         | 3 – 1     | Triesenberg |
| Eschen/Mauren | 2 – 1     | Balzers     |

## Finale
| Arbitro: | Chris Reisch |

|                                        |                      |                                     |
| Cerrone 41’ (rig.) Sara 55’            | Marcatori            | 68’ (rig.) Manojlovic 90+4’ Dulundu |
| Burgmeier Schwegler Trípodi Cvetinović | Tiri di rigore 2 – 4 | Stocklasa Simma Dulundu Manojlovic  |